# رباط أبو القاسم
رباط أبو القاسم (بالفارسية: رباط ابوالقاسم) هي قرية تقع في قسم كناررودخانه الريفي في إيران. يقدر عدد سكانها بـ 159 نسمة بحسب إحصاء 2016.